# 劳尔·普雷维什
劳尔·普雷维什（Raúl Prebisch，1901年4月17日—1986年4月29日）是一位阿根廷经济学家，以其对結構主義經濟學的贡献而闻名，他提出的普雷维什-辛格假说为依附理论奠定了基础。他于1950年成为拉丁美洲经济委员会的执行主任。1950年，他发表了极具影响力的研究报告《拉丁美洲的经济发展及其主要问题》。

## 早年
他出生在阿根廷图库曼的德国移民家庭，曾就读于布宜诺斯艾利斯大学经济学院，后来在那里任教。他的兄弟阿尔贝托·普雷维什成为著名的建筑师。他年轻时的作品几乎完全坚持自由贸易理念。但在1930年代经历大萧条后，他转向支持保护主义。阿根廷从1860年代到1920年代惊人的经济增长支持着他以前的信念，期间阿根廷向英国出口了大量牛肉和小麦。然而，到1930年代，大萧条来临，美国日益主导国际经济，向阿根廷出口而非进口牛肉和小麦，严重损害了阿根廷经济。

## 中心与外围
阿根廷的困境迫使普雷维什重新审视大卫·李嘉图所说的比较优势原则，这标志着20世纪40年代后期新的经济思想流派诞生。普雷维什将经济学的纯理论方面与贸易的实践以及作为贸易制度和协议基础的权力结构分开。他将世界划分为由美国等工业化国家组成的经济“中心”和由初级生产国组成的“外围”，该划分至今仍在沿用。作为阿根廷中央银行行长，他注意到在大萧条期间，农产品等初级产品的价格跌幅远远超过制成品的价格。然而，他和他的同事们说不清为何会形成这种差异，只能假设初级产品和次级产品的供应条件不同，因为尽管农民每年种植的数量相同，而不管他们得到的价格如何，但制造商能够减少或增加应对预期需求变化的能力。
然而，在1950年他被任命为拉丁美洲经济委员会执行主任之前，这些想法一直没有形成。，其中阐述了现在被称为普雷维什-辛格假说内容。德国经济学家汉斯·辛格几乎在同一时间独立得出了与普雷维什相似的结论，不过他的论文使用了基于世界贸易统计分析的更实证的方法。该假说从以下观察出发：当前的世界体系中，外围生产初级产品并出口到中心，而中心生产次级产品并出口到外围。根据该假说，随着技术的进步，中心能够存下节省的资金，因为发达的工会和商业机构能够维持更高的工资和利润。在外围，公司和工人较弱势，必须以较低的价格将技术节省产生的剩余转移给客户。普雷维什指出，工业化国家和非工业化国家之间的贸易条件恶化，意味着外围国家必须出口更多才能获得与工业进口相同的价值。这一体系下，技术和国际贸易带来的好处都被核心地区攫取了。
受普雷维什的影响，拉丁美洲经济委员会成为联合国第三世界激进主义的中心，催生了拉丁美洲的結構主義經濟學学派。虽然许多学者认为普雷维什支持进口替代工业化，但普雷维什曾批评保护主义，尤其是1956年以来胡安·裴隆在阿根廷实施的保护主义，以及至少从1963年以来实行进口替代工业化。他提倡发展中国家之间的工业化和经济合作，包括通过贸易开展合作。
国际社会研究所于1977年将荣誉院士授予劳尔·普雷维什。

## 贸发会议秘书长
1964年至1969年，任联合国贸易和发展会议（贸发会议）创始秘书长。普雷维什因其空前的声誉而当选，他试图将贸发会议打造成一个倡导整个发展中世界案例的机构。他的发展方针采取更加以贸易为重点的方式，主张优惠进入发达国家市场和区域一体化，建立周边国家之间的贸易。他越来越强调发展中国家必须通过内部改革而不是通过外部帮助来实现增长的程度。他公开谴责进口替代工业化未能带来应有的发展。普雷维什发现在贸发会议的岁月令人沮丧和“乏味”，贸发会议变得越来越官僚并且未能实现其主要目标。他在1969年的突然辞职表明他对组织的失败失去了耐心。

## 依附理论
20世纪60年代，联合国拉丁美洲和加勒比经济委员会（ECLA）的经济学家将普雷维什的结构主义思想扩展到依附理论，该理论认为，边缘地区的经济发展几乎是不可能完成的任务。虽然依附理论与普雷维什和ECLA的初衷截然相反，但他继续批评他认为正在伤害全球穷人的新古典经济增长模型。

## 遗产
奥古斯托·皮诺切特政权接管智利之前，智利的经济思想，尤其是在智利大学，都被他的思想所主导。

## 作品
- Prebisch, Raúl. . American Economic Review. 1959, 49: 251–273.
- Raúl Prebisch, The Economic Development of Latin America and Its Principal Problems (New York: United Nations, 1950)
- Raúl Prebisch. . Inter-American Development Bank. 1970.

## 延伸阅读
- Dosman, Edgar. . McGill-Queen's Press – MQUP. 2008. ISBN 978-0-7735-7464-9.
- Fitzgerald, E.V.K. "ECLA and the Formation of Latin American Economic Doctrine" in Latin America in the 1940s: War and Postwar Transitions, David Rock, ed. Berkeley and Los Angeles: University of California Press 1994, pp. 89–108.
- Flechsig, Steffen (1999), "Raul Prebisch's Contribution to a Humane World" in Global capitalism, liberation theology, and the social sciences: An analysis of the contradictions of modernity at the turn of the millennium (Andreas Mueller, Arno Tausch, and Paul Zulehner (Eds.), Nova Science Publishers, Hauppauge, Commack, New York
- Love, Joseph L. . Latin American Research Review. 1980, 15: 45–72.
- Matias E. Margulis. . Taylor & Francis. 16 March 2017. ISBN 978-1-315-41460-7.
- Raúl Prebisch; David H. Pollock. . BID-INTAL. 2006. ISBN 978-950-738-226-0.
- John Toye and Richard Toye (2006), Raúl Prebisch and the Limits of Industrialization （页面存档备份，存于）. In Dosman E.J. (ed.) Raúl Prebisch: Power, Principle, and the Ethics of Development, IDB-INTAL.
- Toye, John; Toye, Richard.  (PDF). History of Political Economy. 2003, 35 (3): 437–467  [2023-06-20]. S2CID 28151403. doi:10.1215/00182702-35-3-437. hdl:10036/25832 . （原始内容存档 (PDF)于2023-06-20）.